# Coupe du président de l'AFC 2012
Navigation
Édition précédente Édition suivante
La Coupe du président de l'AFC 2012 est la huitième édition de la Coupe du président de l'AFC, se jouant entre des clubs de nations membres de la Confédération asiatique de football (AFC).
Plusieurs changements ont lieu par rapport à l'édition précédente. La Birmanie a été autorisée à prendre part à la Coupe de l'AFC 2012, à la suite de ses bons résultats en Coupe du président de l'AFC. Dans le même temps, la Mongolie va participer pour la première fois à la compétition. Enfin, les clubs champion du Bangladesh et du Sri Lanka déclarent forfait avant les premières rencontres. Il n'y a donc que dix équipes engagées pour cette édition 2012.
C'est le club tadjik de Istiqlol Douchanbé qui remporte la compétition, après avoir battu en finale les Palestiniens de Markaz Shabab Al-Am'ari. C'est le tout premier titre continental de l'histoire du club.
Lors de cette édition, 19 matchs ont été disputés et 72 buts marqués (soit une moyenne de 3,79 buts par match). L'affluence cumulée est de 78 756 spectateurs (soit 4 145 spectateurs en moyenne par rencontre). Le trophée du meilleur joueur est revenu au Tadjik Alisher Tuychiev (Istiqlol Douchanbé) alors que le meilleur buteur de la compétition est le Kirghize Mirlan Murzaev (Dordoi Bichkek) avec huit réalisations.

## Participants
| - Taiwan Power Company FC Champion de Taipei chinois 2011 et tenant du titre - Khan Research Laboratories FC Champion du Pakistan 2011 - Sheikh Jamal Dhanmondi Club Champion du Bangladesh 2010-2011 - FC Erchim Vainqueur de la Supercoupe de Mongolie 2011 - Dordoi Bichkek Champion du Kirghizistan 2011 - Phnom Penh Crown Champion du Cambodge 2011 | - Taiwan Power Company FC Champion de Taipei chinois 2011 et tenant du titre - Khan Research Laboratories FC Champion du Pakistan 2011 - Sheikh Jamal Dhanmondi Club Champion du Bangladesh 2010-2011 - FC Erchim Vainqueur de la Supercoupe de Mongolie 2011 - Dordoi Bichkek Champion du Kirghizistan 2011 - Phnom Penh Crown Champion du Cambodge 2011 | - Taiwan Power Company FC Champion de Taipei chinois 2011 et tenant du titre - Khan Research Laboratories FC Champion du Pakistan 2011 - Sheikh Jamal Dhanmondi Club Champion du Bangladesh 2010-2011 - FC Erchim Vainqueur de la Supercoupe de Mongolie 2011 - Dordoi Bichkek Champion du Kirghizistan 2011 - Phnom Penh Crown Champion du Cambodge 2011 | - Taiwan Power Company FC Champion de Taipei chinois 2011 et tenant du titre - Khan Research Laboratories FC Champion du Pakistan 2011 - Sheikh Jamal Dhanmondi Club Champion du Bangladesh 2010-2011 - FC Erchim Vainqueur de la Supercoupe de Mongolie 2011 - Dordoi Bichkek Champion du Kirghizistan 2011 - Phnom Penh Crown Champion du Cambodge 2011 | - Taiwan Power Company FC Champion de Taipei chinois 2011 et tenant du titre - Khan Research Laboratories FC Champion du Pakistan 2011 - Sheikh Jamal Dhanmondi Club Champion du Bangladesh 2010-2011 - FC Erchim Vainqueur de la Supercoupe de Mongolie 2011 - Dordoi Bichkek Champion du Kirghizistan 2011 - Phnom Penh Crown Champion du Cambodge 2011 | - Taiwan Power Company FC Champion de Taipei chinois 2011 et tenant du titre - Khan Research Laboratories FC Champion du Pakistan 2011 - Sheikh Jamal Dhanmondi Club Champion du Bangladesh 2010-2011 - FC Erchim Vainqueur de la Supercoupe de Mongolie 2011 - Dordoi Bichkek Champion du Kirghizistan 2011 - Phnom Penh Crown Champion du Cambodge 2011 | - Ratnam Sports Club Champion du Sri Lanka 2011-2012 - Népal Police Club Champion du Népal 2011 - Istiqlol Douchanbé Champion du Tadjikistan 2011 - Markaz Shabab Al-Am'ari Champion de Palestine en 2010-2011 - FC Balkan Champion du Turkménistan 2011 - Yeedzin FC Champion du Bhoutan en 2011 | - Ratnam Sports Club Champion du Sri Lanka 2011-2012 - Népal Police Club Champion du Népal 2011 - Istiqlol Douchanbé Champion du Tadjikistan 2011 - Markaz Shabab Al-Am'ari Champion de Palestine en 2010-2011 - FC Balkan Champion du Turkménistan 2011 - Yeedzin FC Champion du Bhoutan en 2011 | - Ratnam Sports Club Champion du Sri Lanka 2011-2012 - Népal Police Club Champion du Népal 2011 - Istiqlol Douchanbé Champion du Tadjikistan 2011 - Markaz Shabab Al-Am'ari Champion de Palestine en 2010-2011 - FC Balkan Champion du Turkménistan 2011 - Yeedzin FC Champion du Bhoutan en 2011 | - Ratnam Sports Club Champion du Sri Lanka 2011-2012 - Népal Police Club Champion du Népal 2011 - Istiqlol Douchanbé Champion du Tadjikistan 2011 - Markaz Shabab Al-Am'ari Champion de Palestine en 2010-2011 - FC Balkan Champion du Turkménistan 2011 - Yeedzin FC Champion du Bhoutan en 2011 | - Ratnam Sports Club Champion du Sri Lanka 2011-2012 - Népal Police Club Champion du Népal 2011 - Istiqlol Douchanbé Champion du Tadjikistan 2011 - Markaz Shabab Al-Am'ari Champion de Palestine en 2010-2011 - FC Balkan Champion du Turkménistan 2011 - Yeedzin FC Champion du Bhoutan en 2011 | - Ratnam Sports Club Champion du Sri Lanka 2011-2012 - Népal Police Club Champion du Népal 2011 - Istiqlol Douchanbé Champion du Tadjikistan 2011 - Markaz Shabab Al-Am'ari Champion de Palestine en 2010-2011 - FC Balkan Champion du Turkménistan 2011 - Yeedzin FC Champion du Bhoutan en 2011 |

## Calendrier
| Tour             | Date                  | Équipes participantes |
| ---------------- | --------------------- | --------------------- |
| Phase de groupes | du 5 au 12 mai        | 10                    |
| Phase finale     | du 24 au 28 septembre | 6                     |
| Finale           | 30 septembre          | 2                     |

## Phase de groupes
Les deux premiers de chaque groupe se qualifient pour la phase finale.

### Groupe A
Les matchs du groupe A ont lieu au Punjab Stadium de Lahore (Pakistan) du 8 mai 2012 au 12 mai 2012. L'équipe du Sheikh Jamal Dhanmondi Club (Bangladesh) a déclaré forfait, invoquant des raisons de sécurité.
| Rang | Équipe                      | Pts     | J       | G       | N       | P       | Bp      | Bc      | Diff    |  | Résultats                 |  |     |     |
| ---- | --------------------------- | ------- | ------- | ------- | ------- | ------- | ------- | ------- | ------- |  | ------------------------- |  | --- | --- |
| 1    | Taiwan Power Company FC T   | 4       | 2       | 1       | 1       | 0       | 1       | 0       | +1      |  | Taiwan Power Company FC T |  | 0-0 | 1-0 |
| 2    | KRL FC                      | 2       | 2       | 0       | 2       | 0       | 0       | 0       | 0       |  | KRL FC                    |  |     | 0-0 |
| 3    | FC Erchim                   | 1       | 2       | 0       | 1       | 1       | 0       | 1       | -1      |  | FC Erchim                 |  |     |     |
| '    | Sheikh Jamal Dhanmondi Club | Forfait | Forfait | Forfait | Forfait | Forfait | Forfait | Forfait | Forfait |  |                           |  |     |     |

| 8 mai 2012 | KRL FC    | 0 – 0   | FC Erchim | Punjab Stadium, Lahore                |                                       |
| 20:00      |           | (0 - 0) |           | Spectateurs : 500 Arbitrage : Wang Di | Spectateurs : 500 Arbitrage : Wang Di |
| 20:00      | (Rapport) |         |           | Spectateurs : 500 Arbitrage : Wang Di | Spectateurs : 500 Arbitrage : Wang Di |

| 10 mai 2012 | FC Erchim | 0 – 1   | Taiwan Power Company FC | Punjab Stadium, Lahore                            |                                                   |
| 20:00       |           | (0 - 0) | Chen 90+3e              | Spectateurs : 250 Arbitrage : Nivon Robesh Gamini | Spectateurs : 250 Arbitrage : Nivon Robesh Gamini |
| 20:00       | (Rapport) |         |                         | Spectateurs : 250 Arbitrage : Nivon Robesh Gamini | Spectateurs : 250 Arbitrage : Nivon Robesh Gamini |

| 12 mai 2012 | KRL FC    | 0 – 0   | Taiwan Power Company FC | Punjab Stadium, Lahore                         |                                                |
| 20:00       |           | (0 - 0) |                         | Spectateurs : 500 Arbitrage : Masoud Tufaylieh | Spectateurs : 500 Arbitrage : Masoud Tufaylieh |
| 20:00       | (Rapport) |         |                         | Spectateurs : 500 Arbitrage : Masoud Tufaylieh | Spectateurs : 500 Arbitrage : Masoud Tufaylieh |

### Groupe B
Les matchs du groupe B ont lieu du 5 mai 2012 au 9 mai 2012 au Stade Olympique de Phnom Penh (Cambodge).
| Rang | Équipe            | Pts | J | G | N | P | Bp | Bc | Diff |  | Résultats         |  |     | Drapeau du Népal |      |
| ---- | ----------------- | --- | - | - | - | - | -- | -- | ---- |  | ----------------- |  | --- | ---------------- | ---- |
| 1    | Dordoi Bichkek    | 9   | 3 | 3 | 0 | 0 | 17 | 3  | +14  |  | Dordoi Bichkek    |  | 1-0 | 5-1              | 11-2 |
| 2    | Phnom Penh Crown  | 6   | 3 | 2 | 0 | 1 | 9  | 1  | +8   |  | Phnom Penh Crown  |  |     | 1-0              | 8-0  |
| 3    | Népal Police Club | 3   | 3 | 1 | 0 | 2 | 5  | 6  | -1   |  | Népal Police Club |  |     |                  | 4-0  |
| 4    | Yeedzin FC        | 0   | 3 | 0 | 0 | 3 | 2  | 23 | -21  |  | Yeedzin FC        |  |     |                  |      |

| 5 mai 2012 | Phnom Penh Crown                                                                                        | 8 – 0   | Yeedzin FC | Stade Olympique, Phnom Penh                 |                                             |
| 13:30      | Sokumpheak 20e · Borey 26e · Borey 41e · Sothy 54e · Suhana 61e · Borey 66e · S.Pheng 76e · H.Pheng 85e | (3 - 0) |            | Spectateurs : 3 000 Arbitrage : Jumpei Iida | Spectateurs : 3 000 Arbitrage : Jumpei Iida |
| 13:30      | (Rapport)                                                                                               |         |            | Spectateurs : 3 000 Arbitrage : Jumpei Iida | Spectateurs : 3 000 Arbitrage : Jumpei Iida |

| 5 mai 2012 | Dordoi Bichkek                                                       | 5 – 1   | Népal Police Club   | Stade Olympique, Phnom Penh                      |                                                  |
| 16:30      | Murzaev 3e · Sharipov 12e · Murzaev 14e · Murzaev 63e · Baymatov 70e | (3 - 1) | Pandey 45+1e (pen.) | Spectateurs : 3 000 Arbitrage : Fahad Al-Mirdasi | Spectateurs : 3 000 Arbitrage : Fahad Al-Mirdasi |
| 16:30      | (Rapport)                                                            |         |                     | Spectateurs : 3 000 Arbitrage : Fahad Al-Mirdasi | Spectateurs : 3 000 Arbitrage : Fahad Al-Mirdasi |

| 7 mai 2012 | Yeedzin FC                  | 2 – 11  | Dordoi Bichkek | Stade Olympique, Phnom Penh                           |                                                       |
| 13:30      | Gyeltsen 40e · Wangdi 90+2e | (1 - 4) | Murzaev 18e · Murzaev 27e · Askarov 39e · Tetteh 45e · Maka Kum 59e · Murzaev 62e · Anderson 64e · Anderson 70e · Murzaev 81e · Murzaev 87e · Bekbolotov 90+1e | Spectateurs : 978 Arbitrage : Nagor Amir Noor Mohamed | Spectateurs : 978 Arbitrage : Nagor Amir Noor Mohamed |
| 13:30      | (Rapport)                   |         | | Spectateurs : 978 Arbitrage : Nagor Amir Noor Mohamed | Spectateurs : 978 Arbitrage : Nagor Amir Noor Mohamed |

| 7 mai 2012 | Népal Police Club | 0 – 1   | Phnom Penh Crown | Stade Olympique, Phnom Penh                     |                                                 |
| 16:30      |                   | (0 - 1) | Borey 21e        | Spectateurs : 3 500 Arbitrage : Khamis Al-Marri | Spectateurs : 3 500 Arbitrage : Khamis Al-Marri |
| 16:30      | (Rapport)         |         |                  | Spectateurs : 3 500 Arbitrage : Khamis Al-Marri | Spectateurs : 3 500 Arbitrage : Khamis Al-Marri |

| 9 mai 2012 | Népal Police Club                                  | 4 – 0   | Yeedzin FC | Stade Olympique, Phnom Penh                 |                                             |
| 13:30      | Silwal 2e · Shrestha 37e · Pandey 49e · Silwal 71e | (2 - 0) |            | Spectateurs : 1 500 Arbitrage : Jumpei Iida | Spectateurs : 1 500 Arbitrage : Jumpei Iida |
| 13:30      | (Rapport)                                          |         |            | Spectateurs : 1 500 Arbitrage : Jumpei Iida | Spectateurs : 1 500 Arbitrage : Jumpei Iida |

| 9 mai 2012 | Phnom Penh Crown | 0 – 1   | Dordoi Bichkek      | Stade Olympique, Phnom Penh                   |                                               |
| 16:30      |                  | (0 - 0) | Baymatov 90e (pen.) | Spectateurs : 5 531 Arbitrage : Sukhbir Singh | Spectateurs : 5 531 Arbitrage : Sukhbir Singh |
| 16:30      | (Rapport)        |         |                     | Spectateurs : 5 531 Arbitrage : Sukhbir Singh | Spectateurs : 5 531 Arbitrage : Sukhbir Singh |

### Groupe C
Les matchs du groupe C ont lieu au Stade Pamir de Douchanbé (Tadjikistan) du 5 mai 2012 au 9 mai 2012.
| Rang | Équipe                  | Pts     | J       | G       | N       | P       | Bp      | Bc      | Diff    |  | Résultats               |  |     |     |
| ---- | ----------------------- | ------- | ------- | ------- | ------- | ------- | ------- | ------- | ------- |  | ----------------------- |  | --- | --- |
| 1    | Istiqlol Douchanbé      | 6       | 2       | 2       | 0       | 0       | 3       | 1       | +2      |  | Istiqlol Douchanbé      |  | 1-0 | 2-1 |
| 2    | Markaz Shabab Al-Am'ari | 3       | 2       | 1       | 0       | 1       | 2       | 2       | 0       |  | Markaz Shabab Al-Am'ari |  |     | 2-1 |
| 3    | FC Balkan               | 0       | 2       | 0       | 0       | 2       | 2       | 4       | -2      |  | FC Balkan               |  |     |     |
| '    | Ratnam Sports Club      | Forfait | Forfait | Forfait | Forfait | Forfait | Forfait | Forfait | Forfait |  |                         |  |     |     |

| 5 mai 2012 | FC Balkan    | 1 – 2   | Markaz Shabab Al-Am'ari     | Stade Pamir, Douchanbé                          |                                                 |
| 16:00      | Çoňkaýew 32e | (1 - 0) | Kaware 59e · Keshkesh 90+2e | Spectateurs : 2 000 Arbitrage : Khurram Shahzad | Spectateurs : 2 000 Arbitrage : Khurram Shahzad |
| 16:00      | (Rapport)    |         |                             | Spectateurs : 2 000 Arbitrage : Khurram Shahzad | Spectateurs : 2 000 Arbitrage : Khurram Shahzad |

| 7 mai 2012 | Markaz Shabab Al-Am'ari | 0 – 1   | Istiqlol Douchanbé | Stade Pamir, Douchanbé                  |                                         |
| 16:00      |                         | (0 - 0) | Ergashev 75e       | Spectateurs : 7 000 Arbitrage : Ma Ning | Spectateurs : 7 000 Arbitrage : Ma Ning |
| 16:00      | (Rapport)               |         |                    | Spectateurs : 7 000 Arbitrage : Ma Ning | Spectateurs : 7 000 Arbitrage : Ma Ning |

| 9 mai 2012 | Istiqlol Douchanbé             | 2 – 1   | FC Balkan   | Stade Pamir, Douchanbé                         |                                                |
| 16:00      | Rabiev 41e · Vasiev 79e (pen.) | (1 - 0) | Diwanow 66e | Spectateurs : 9 000 Arbitrage : Yudai Yamamoto | Spectateurs : 9 000 Arbitrage : Yudai Yamamoto |
| 16:00      | (Rapport)                      |         |             | Spectateurs : 9 000 Arbitrage : Yudai Yamamoto | Spectateurs : 9 000 Arbitrage : Yudai Yamamoto |

## Phase finale
Alors que la phase finale est prévue sur un lieu unique, Phnom Penh Crown (Cambodge), Istiqlol Douchanbé (Tadjikistan) et Dordoi-Dynamo Naryn (Kirghizistan) se positionnent comme candidats. Le comité des compétitions de l'AFC décide le 18 juillet 2012 de l'attribuer au Tadjikistan, la décision a été approuvée par le comité exécutif de l'AFC le lendemain. Le tirage au sort de cette phase finale s'est déroulé le 31 juillet 2012 à Douchanbé.
Les rencontres de la phase finale se déroulent du 24 septembre 2012 au 30 septembre 2012 au Stade Pamir de Douchanbé (Tadjikistan). Les premiers de chaque groupe se qualifient pour la finale.

### Groupe A
| Rang | Équipe             | Pts | J | G | N | P | Bp | Bc | Diff |  | Résultats          |  |     |     |
| ---- | ------------------ | --- | - | - | - | - | -- | -- | ---- |  | ------------------ |  | --- | --- |
| 1    | Istiqlol Douchanbé | 6   | 2 | 2 | 0 | 0 | 8  | 0  | +8   |  | Istiqlol Douchanbé |  | 2-0 | 6-0 |
| 2    | Dordoi Bichkek     | 3   | 2 | 1 | 0 | 1 | 8  | 2  | +6   |  | Dordoi Bichkek     |  |     | 8-0 |
| 3    | Phnom Penh Crown   | 0   | 2 | 0 | 0 | 2 | 0  | 14 | -14  |  | Phnom Penh Crown   |  |     |     |

| 24 septembre 2012 | Dordoi Bichkek | 0 – 2   | Istiqlol Douchanbé         | Stade Pamir, Douchanbé                      |                                             |
| 16:00             |                | (0 - 1) | Ergashev 38e · Sodikov 58e | Spectateurs : 5 118 Arbitrage : Jumpei Iida | Spectateurs : 5 118 Arbitrage : Jumpei Iida |
| 16:00             | (Rapport)      |         |                            | Spectateurs : 5 118 Arbitrage : Jumpei Iida | Spectateurs : 5 118 Arbitrage : Jumpei Iida |

| 26 septembre 2012 | Phnom Penh Crown | 0 – 8   | Dordoi Bichkek                                                                                                 | Stade Pamir, Douchanbé                           |                                                  |
| 19:00             |                  | (0 - 2) | Baymatov 5e · Tetteh 8e · Kichin 58e · Anderson 63e · Baymatov 72e · Shamshiev 75e · Sataev 83e · Baymatov 90e | Spectateurs : 2 132 Arbitrage : Fahad Al-Mirdasi | Spectateurs : 2 132 Arbitrage : Fahad Al-Mirdasi |
| 19:00             | (Rapport)        |         | | Spectateurs : 2 132 Arbitrage : Fahad Al-Mirdasi | Spectateurs : 2 132 Arbitrage : Fahad Al-Mirdasi |

| 28 septembre 2012 | Istiqlol Douchanbé                                                                      | 6 – 0   | Phnom Penh Crown | Stade Pamir, Douchanbé                          |                                                 |
| 19:00             | Vasiev 26e · Tokhirov 47e · Sharipov 52e · Rabimov 58e · Fatkhuloev 76e · Rabimov 90+1e | (1 - 0) |                  | Spectateurs : 9 999 Arbitrage : Khamis Al-Marri | Spectateurs : 9 999 Arbitrage : Khamis Al-Marri |
| 19:00             | (Rapport)                                                                               |         |                  | Spectateurs : 9 999 Arbitrage : Khamis Al-Marri | Spectateurs : 9 999 Arbitrage : Khamis Al-Marri |

### Groupe B
| Rang | Équipe                   | Pts | J | G | N | P | Bp | Bc | Diff |  | Résultats                |  |     |     |
| ---- | ------------------------ | --- | - | - | - | - | -- | -- | ---- |  | ------------------------ |  | --- | --- |
| 1    | Markaz Shabab Al-Am'ari  | 4   | 2 | 1 | 1 | 0 | 6  | 2  | +4   |  | Markaz Shabab Al-Am'ari  |  | 1-1 | 5-1 |
| 2    | Taiwan Power Company FCT | 4   | 2 | 1 | 1 | 0 | 4  | 2  | +2   |  | Taiwan Power Company FCT |  |     | 3-1 |
| 3    | KRL FC                   | 0   | 2 | 0 | 0 | 2 | 2  | 8  | -6   |  | KRL FC                   |  |     |     |

| 24 septembre 2012 | Taiwan Power Company FC | 1 – 1   | Markaz Shabab Al-Am'ari | Stade Pamir, Douchanbé                              |                                                     |
| 19:00             | Chen 87e                | (0 - 0) | Keshkesh 62e            | Spectateurs : 2 078 Arbitrage : Nivon Robesh Gamini | Spectateurs : 2 078 Arbitrage : Nivon Robesh Gamini |
| 19:00             | (Rapport)               |         |                         | Spectateurs : 2 078 Arbitrage : Nivon Robesh Gamini | Spectateurs : 2 078 Arbitrage : Nivon Robesh Gamini |

| 26 septembre 2012 | KRL FC    | 1 – 3   | Taiwan Power Company FC       | Stade Pamir, Douchanbé                           |                                                  |
| 16:00             | Adil 88e  | (0 - 0) | Ho 55e · Ho 58e · Huang 90+4e | Spectateurs : 1 565 Arbitrage : Masoud Tufaylieh | Spectateurs : 1 565 Arbitrage : Masoud Tufaylieh |
| 16:00             | (Rapport) |         |                               | Spectateurs : 1 565 Arbitrage : Masoud Tufaylieh | Spectateurs : 1 565 Arbitrage : Masoud Tufaylieh |

| 28 septembre 2012 | Markaz Shabab Al-Am'ari                                          | 5 – 1   | KRL FC    | Stade Pamir, Douchanbé                      |                                             |
| 16:00             | Jamhour 41e · Obeid 54e · Obeid 56e · Jamhour 61e · Aliwisat 70e | (1 - 1) | Ullah 40e | Spectateurs : 1 782 Arbitrage : Jumpei Iida | Spectateurs : 1 782 Arbitrage : Jumpei Iida |
| 16:00             | (Rapport)                                                        |         |           | Spectateurs : 1 782 Arbitrage : Jumpei Iida | Spectateurs : 1 782 Arbitrage : Jumpei Iida |

## Finale
| 30 septembre 2012 | Markaz Shabab Al-Am'ari | 1 – 2   | Istiqlol Douchanbé        | Stade Pamir, Douchanbé                            |                                                   |
| 19:00             | Keshkesh 21e            | (1 - 0) | Ergashev 69e · Vasiev 78e | Spectateurs : 19 323 Arbitrage : Fahad al-Mirdasi | Spectateurs : 19 323 Arbitrage : Fahad al-Mirdasi |
| 19:00             | (Rapport)               |         |                           | Spectateurs : 19 323 Arbitrage : Fahad al-Mirdasi | Spectateurs : 19 323 Arbitrage : Fahad al-Mirdasi |

| MARKAZ SHABAB AL-AM'ARI |    |                         |                     |       |     |
|                         |    |                         |                     |       |     |
| G                       | 1  | Drapeau de la Palestine | Abdullah Saidawi    |       |     |
| D                       | 5  | Drapeau de la Palestine | Khaled Mahdi        |       |     |
| D                       | 7  | Drapeau de la Palestine | Ahmed Salama        |       |     |
| D                       | 21 | Drapeau de la Palestine | Nour Owda           |       |     |
| D                       | 27 | Drapeau de la Palestine | Hamza Zoubi         |       |     |
| M                       | 8  | Drapeau de la Palestine | Ayed Jamhour (c)    | 77e   |     |
| M                       | 14 | Drapeau de la Palestine | Ma'aly Kaware       | 90+4e |     |
| M                       | 18 | Drapeau de la Palestine | Mahmoud Shaikhqasem |       |     |
| M                       | 45 | Drapeau de la Palestine | Suleiman Obeid      |       | 73e |
| A                       | 9  | Drapeau de la Palestine | Jamal Aliwisat      |       |     |
| A                       | 22 | Drapeau de la Palestine | Ahmed Keshkesh      |       |     |
| Remplaçants :           |    |                         |                     |       |     |
| M                       | 19 | Drapeau de la Palestine | Adham Arar          |       | 73e |
|                         |    |                         |                     |       |     |
|                         |    |                         |                     |       |     |
| Entraineur :            |    |                         |                     |       |     |
| Raed Juma'Assaf         |    |                         |                     |       |     |

| ISTIQLOL DOUCHANBE |    |                        |                      |     |     |
|                    |    |                        |                      |     |     |
| G                  | 1  | Drapeau du Tadjikistan | Alisher Tuychiev     |     |     |
| D                  | 3  | Drapeau du Tadjikistan | Sokhib Suvonkulov    |     |     |
| D                  | 4  | Drapeau du Tadjikistan | Eradj Rajabov        |     |     |
| D                  | 6  | Drapeau du Tadjikistan | Davron Ergashev      |     |     |
| M                  | 5  | Drapeau du Tadjikistan | Mahmadali Sodikov    |     | 46e |
| M                  | 9  | Drapeau du Tadjikistan | Nuriddin Davronov    |     |     |
| M                  | 10 | Drapeau du Tadjikistan | Jakhongir Jalilov    | 9e  |     |
| M                  | 17 | Drapeau du Tadjikistan | Dilshod Vasiev (c)   |     |     |
| M                  | 18 | Drapeau du Tadjikistan | Fatkhullo Fatkhuloev | 54e |     |
| A                  | 12 | Drapeau du Tadjikistan | Yusuf Rabiev         |     | 46e |
| A                  | 25 | Drapeau du Tadjikistan | Farkhod Tokhirov     |     | 81e |
| Remplaçants :      |    |                        |                      |     |     |
| M                  | 7  | Drapeau du Tadjikistan | Ibrahim Rabimov      |     | 46e |
| M                  | 23 | Drapeau de l'Allemagne | Alexander Frank      |     | 46e |
| M                  | 24 | Drapeau du Tadjikistan | Umedzhon Shapirov    | 90e | 81e |
| Entraineur :       |    |                        |                      |     |     |
| Nikola Kavazović   |    |                        |                      |     |     |

| ---------------------- Arbitres assistants : Kim Sung-Il Abu Bakar Salim Mahad Al-Amri Quatrième arbitre : Jumpei Iida |

## Meilleurs buteurs
| Place | Joueur          | Club                    | Buts |
| ----- | --------------- | ----------------------- | ---- |
| 1     | Mirlan Murzaev  | Dordoi Bichkek          | 8    |
| 2     | Azamat Baymatov | Dordoi Bichkek          | 5    |
| 3     | Khim Borey      | Phnom Penh Crown        | 4    |
| 4     | Anderson        | Dordoi Bichkek          | 3    |
| 4     | Davron Ergashev | Istiqlol Douchanbé      | 3    |
| 4     | Dilshod Vasiev  | Istiqlol Douchanbé      | 3    |
| 4     | Ahmed Keshkesh  | Markaz Shabab Al-Am'ari | 3    |